# Trachyaphthona palawanica
Trachyaphthona palawanica es una especie de insecto coleóptero de la familia Chrysomelidae.
Fue descrita científicamente en 2001 por Medvédev.